# Maria do Egito
Maria do Egito ou Santa Maria Egipcíaca ou Santa Maria Egípcia (c. 344 – c. 421 ou 422) foi uma asceta dos séculos IV e V que se retirou para o deserto após uma vida de prostituição. É venerada como patrona das mulheres penitentes, em especial na Igreja Copta, mas também na Igreja Católica, Igreja Ortodoxa e Igreja Anglicana. A Igreja Ortodoxa celebra o seu dia festivo no dia do seu «descanso», em 1 de abril e no "Domingo de Santa Maria do Egito", o sexto domingo da Grande Quaresma.

## Infância e juventude
A principal fonte de informação sobre Santa Maria do Egito é a Vita escrita por Sofrónio, Patriarca de Jerusalém (634-638). 
Santa Maria nasceu algures no Egito, e aos doze anos foi para a cidade de Alexandria, onde viveu uma vida dissoluta. Muitos escritos se lhe referem como prostituta durante este período, mas, Sofrónio na sua obra Vita afirma que se negou frequentemente a aceitar o dinheiro oferecido em troca dos seus favores sexuais. Terá sido, segundo a hagiografia, impulsionada por "um desejo insaciável e uma imparável paixão". Na mesma linha, a Vita expõe que vivia principalmente da mendicidade, trabalhando na fiação de linho.

## Peregrinação a Jerusalém
Após 17 anos a viver este estilo de vida, viajou para Jerusalém para a festa da Exaltação da Santa Cruz. Empreendeu a viagem como uma espécie de "anti-peregrinação", afirmando que esperava encontrar na multidão de peregrinos ainda mais parceiros para a sua luxúria. Conseguiu o dinheiro para a viagem oferecendo favores sexuais a outros peregrinos, e continuou o seu habitual estilo de vida por um curto tempo em Jerusalém.
Na Vita relata-se que, quando tentava entrar na Igreja do Santo Sepulcro para a celebração, uma força invisível a terá impedido de o fazer. Consciente de que este estranho fenómeno era por causa da sua impureza, sentiu um forte arrependimento e, ao ver um ícone da Teótoco fora da igreja, rezou implorando perdão e prometeu renunciar ao mundo convertendo-se em asceta.

## Conversão e ascetismo

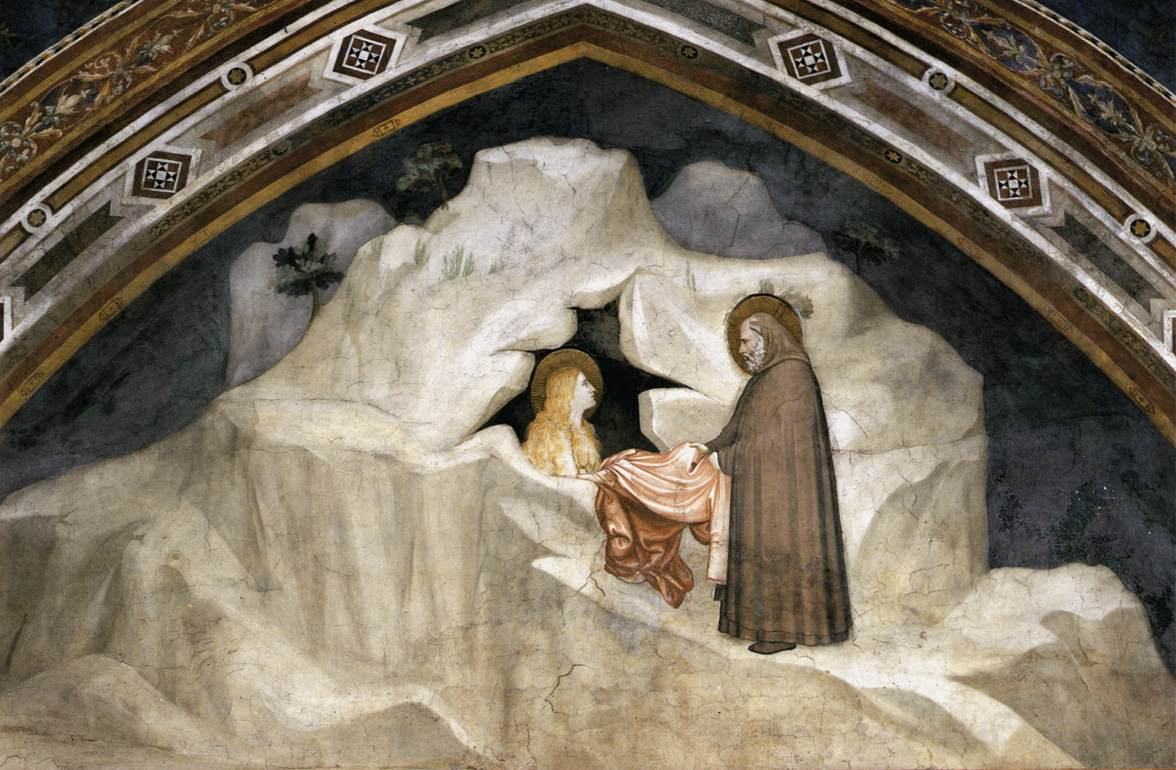
Zósimo da Palestina encontra-se com uma Maria do Egito nua no deserto e dá-lhe o seu manto para a tapar. Fresco na basílica de Assis.

Mais tarde tentou de novo entrar na igreja, e desta vez conseguiu-o. Depois de venerar a relíquia da Cruz de Cristo, regressou ao ícone em ação de graças, tendo escutado uma voz que lhe dizia "Se cruzares o Jordão, encontrarás um glorioso descanso". De imediato dirigiu-se para o mosteiro de São João Batista na margem do rio Jordão, onde recebeu a comunhão.
Na manhã seguinte cruzou o Jordão e retirou-se para o deserto para viver o resto da sua vida como uma eremita. Segundo a lenda, levou para si apenas três pães (símbolo da Eucaristia), e viveu do que podia encontrar na natureza.
Aproximadamente um ano antes da sua morte, após cerca de 47 anos em retiro de solidão, contou a sua vida a São Zósimo da Palestina, que se tinha encontrado com ela no deserto. Este, quando conheceu inesperadamente esta mulher no deserto, viu que estava completamente nua e quase irreconhecível como humana. Maria pediu a Zósimo o seu manto para se cobrir com ele, e depois contou-lhe a história da sua vida, manifestando uma maravilhosa clarividência.

## Morte
Combinaram encontrar-se de novo no rio Jordão na Quinta-feira Santa do ano seguinte, e levar-lhe a comunhão. Assim, no ano seguinte, Zósimo deslocou-se ao mesmo lugar onde se reunira pela primeira vez com ela, a vinte dias de viagem do seu mosteiro, e aí a encontrou morta. De acordo com uma inscrição escrita na areia ao lado da cabeça, tinha morrido na mesma noite em que tinha recebido a santa comunhão e de algum modo tinha sido milagrosamente transportada para o lugar onde a encontraram, e o seu corpo ficou preservado incorrupto. Zósimo, ainda segundo a lenda, enterrou o seu corpo com a ajuda de um leão do deserto. No regresso ao mosteiro, relatou a historia de Maria aos irmãos, e entre eles ficou a tradição oral até ter sido escrito o relato de São Sofrónio.
Há divergências entre as diversas fontes sobre a data da vida de Maria do Egito. Os Bolandistas datam a sua morte no ano 421, mas outros dão como data 522 ou 530. O único indício dado na sua vida é que o dia do seu repouso foi 1 de abril, Quinta-feira Santa. Segundo o calendário juliano em uso na época, há 24 anos em que o dia 1 de abril foi quinta-feira. Destes, os anos nos quais a Páscoa seria em 4 de abril são 443, 454, 527, 538, e 549.
É notável que o Synaxarion exponha que Zósimo viveu durante o reinado do imperador Teodósio II o Jovem, que reinou de 408 a 450 no Império Romano do Oriente. Segundo a tradição, Zósimo viveu quase cem anos, morrendo no século VI, e na Vita diz-se que tinha cinquenta e três anos de idade quando se reuniu com Santa Maria do Egito.

## Veneração

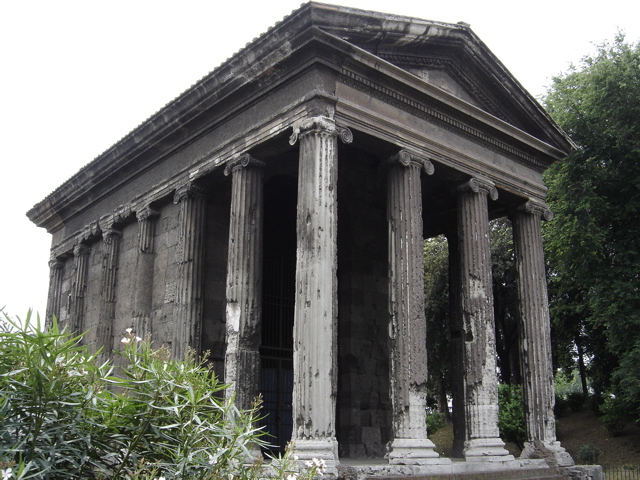
O Templo de Portunus de Roma foi preservado como igreja de Santa Maria do Egito no ano de 872.

Na iconografia clássica, Santa Maria do Egito é representada como uma anciã de cabelo branco e de pele escurecida pelos longos anos no deserto, nua ou coberta pelo manto que pediu a Zósimo. É representada muitas vezes com os três pães que comprou antes de empreender a sua viagem ao deserto.
Há uma capela dedicada a Santa Maria do Egito na Igreja do Santo Sepulcro em Jerusalém, que comemora o momento da sua conversão.

## Influência na arte

### Folclore
Alguns escritores vincularam Maria do Egito com a Morris dance, uma dança típica inglesa. Em 1280 Adam de la Halle escreveu "Li Gieues de Robin et de Marion" (O Jogo de Robin e Marion). Nos escritos deste folclorista funde-se a Vita de Santa Maria do Egito com a história de Robin Hood e Marion, que se convertem em personagens associados com o mês de maio. A popular rainha de maio converte-se numa forma encoberta de perpetuar uma divindade pagã do amor. Esta teoria tem sido recentemente proposta por Margaret Alhenby-Jaffe na sua obra National Dance (2006).

### Literatura
A Vida de Santa Maria Egipcíaca (primeira metade o século XIII) é um poema castelhano que narra a vida de santa Maria do Egito, e que é uma adaptação da obra francesa Vie de Sainte Marie l'Egyptienne. 
Ben Jonson na sua obra de teatro Volpone (1606) utiliza a expressão "Marry Gip". Alguns comentadores tomaram esta no sentido de Maria do Egito.
Robert Graves especula em La diosa blanca (1948) que Maria do Egito se pode identificar com a "Gipsy Mary", uma virgem com uma túnica azul e um colar de pérolas, conhecida como Marina, Marian o "Maria Stelhis". Ela é, supostamente, uma descendente remota de Afrodite, a deusa do amor.
O escritor mexicano Miguel Sabido, escreveu a sua própria versão da história de Maria em As tentações de Maria Egipcíaca. Eventualmente levou a sua obra ao teatro com a atriz Beatriz Sheridan.
O escritor espanhol José Maria Menéndez López recriou uma visão pessoal da vida da santa na sua obra Retablo impío.
Manuel Bandeira, poeta brasileiro, dedicou-lhe um poema intitulado "Balada de Santa Maria Egipcíaca".

### Música
Maria do Egito é tema de duas óperas de Ottorino Respighi e Sir John Tavener. Também aparece em The Salt Roads de Nalo Hopkinsons.

### Pintura
Episódios da vida de Maria do Egito estão pintados nos frescos do Mosteiro de São Salvador de Oña (Burgos), Espanha. A sua lenda é descrita nos vitrais da catedrais de Chartres, Bourges e Auxerre.

## Influência na sociedade
Em torno das ordens religiosas inspiradas por Maria do Egito começaram a construir-se em Espanha desde o século XIV diversos «estabelecimentos ou casas» denominadas genericamente de Egipcíacas. Em 1372 foi fundada uma "casa de Egipcíacas" em Barcelona. 
Em Espanha denominavam-se indistintamente como Arrependidas, Recolhidas ou Egipcíacas as mulheres que abandonavam o exercício público da prostituição, ou seja, as que eram antes da conversão denominadas «mulheres públicas».